# Franziska Sontag
Franziska Sontag, geborene Franziska Martloff bzw. Franziska Markloff (* 12. Januar 1788 in Heddernheim; † 10. April 1865 in Dresden) war eine deutsche Opernsängerin (Sopran) und Theaterschauspielerin.

## Leben
Martloff war die Tochter eines kurfürstlichen Beamten und stand bereits mit zwölf Jahren auf der Bühne. Ihr erstes Engagement erhielt sie am Stadttheater Mainz und wechselte von dort an das Theater Koblenz.
Zwischen 1812 und 1814 trat Martloff am Hoftheater Darmstadt auf und war dort unter anderem zusammen mit August Wilhelm Iffland zu sehen. Im Jahr 1814 ging sie an das Deutsche Theater nach Prag und blieb dort bis 1824. Mit der Zeit löste sie dort auch ihre Kollegin Sophie Schröder als „erste Schauspielerin“ ab.
Ab 1824 folgten ausgedehnte Gastspielreisen nach Wien und Berlin. Martloff heiratete ihren Kollegen, den Schauspieler Franz Sontag, und hatte mit ihm zwei Töchter, Henriette und Nina, die beide später ebenfalls zur Bühne gingen. Sohn Karl Sontag wurde Schauspieler und Bühnenautor.

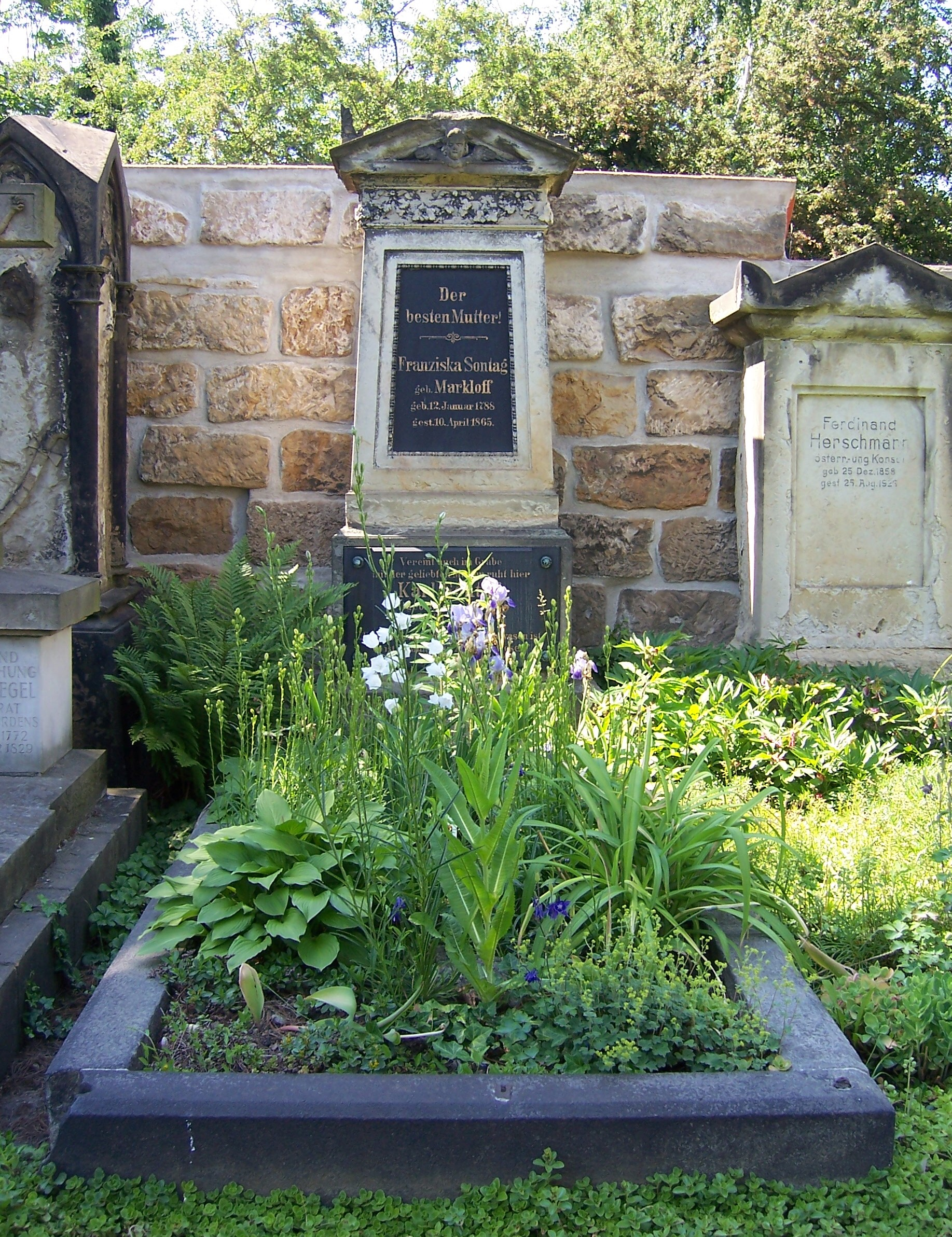
Franziska Sontags Grab auf dem Alten Katholischen Friedhof

Im Jahr 1837 zog sich Martloff von der Bühne zurück und ließ sich in Dresden nieder. Sie starb am 10. April 1865 und fand auf dem Alten Katholischen Friedhof ihre letzte Ruhestätte.

## Rollen (Auswahl)
- Zerline – Fra Diavolo (Daniel-François-Esprit Auber)
- Thekla – Wallensteins Tod (Friedrich Schiller)
- Portia – Der Kaufmann von Venedig (William Shakespeare)
- Recha – Nathan der Weise (Gotthold Ephraim Lessing)
- Elsbeth – Das Turnier zu Kronstein (Franz Ignaz von Holbein)
- Maria Stuart – Maria Stuart (Friedrich Schiller)